# Simonyi Károly

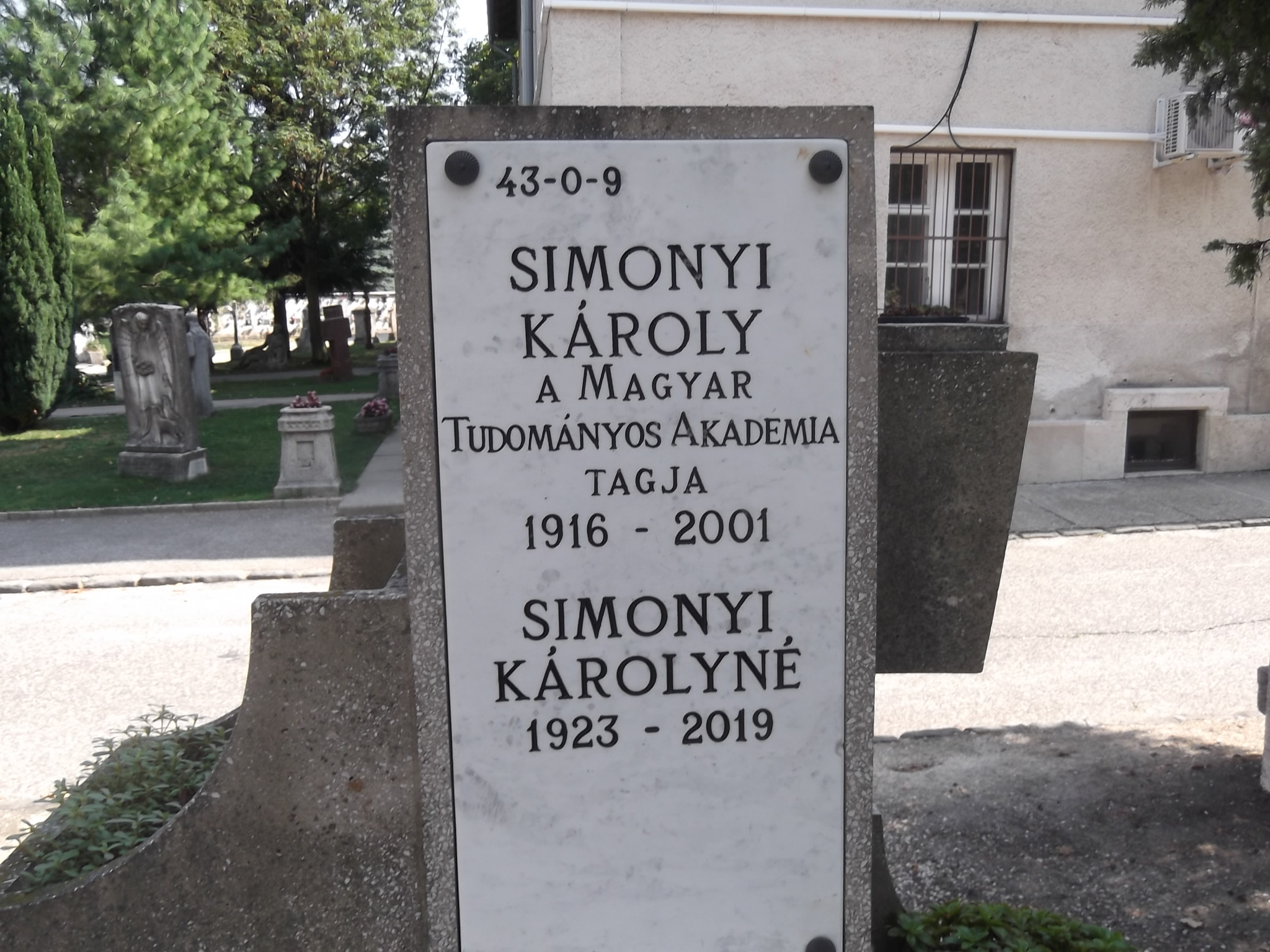
Simonyi Károly sírja a Farkasréti Temetőben

Simonyi Károly (Egyházasfalu, 1916. október 18. – Budapest, 2001. október 9.) mérnök, fizikus, Kossuth-Díjas (1952) és Állami díjas (1985)  kiemelkedő tudós-tanár, az MTA rendes tagja. Charles Simonyi édesapja. Munkásságát 1998-ban a Magyar Nemzeti Örökség részévé nyilvánították.

## Életrajz
Tízgyermekes parasztcsalád hetedik gyermekeként született. Már az alsóbb iskoláit kiemelkedő eredménnyel végezte, ezért a falu plébánosa, Kapuy Elek segítette a továbbtanulását: felkutatta egyik gazdagabb rokonát, Simonyi–Semadam Sándort, aki támogatta Simonyi Károly tanulmányait.
A III. kerületi magyar királyi állami Árpád főgimnáziumban tanult. Az évkönyvek szerint 1933-ban VIII. osztály (kitűnő tanuló) 
Később Simonyi-Semadam Sándor lánya, Erzsébet és a lány férje Mayer Miksa (a Ganz-gyár mérnöke, Kandó Kálmán munkatársa) vette magához őt, majd később Ernő bátyját is. A mérnök adta kezükbe a Középiskolai Matematikai és Fizikai Lapokat, amelynek lelkes megoldói lettek. Az anyagi jólét miatt lelkiismeret-furdalása volt, és ezért próbálta lehetőségeit minél jobban kihasználni.
1940-ben a Műegyetemen gépészmérnöki, a Pécsi Tudományegyetemen jogi diplomát szerzett. 1942-től a Műegyetem Bay Zoltán vezette atomfizika tanszékének tanársegédje.
A világháború alatt amerikai, majd szovjet hadifogságba esett. Jelentősen lefogyva érkezett haza.
1946-ban részt vett a Bay által vezetett Hold-radar-kísérletben. 1948-ban a Soproni Műszaki Egyetem fizika-elektrotechnika tanszék tanszékvezető professzora lett , ahol 1951-ben megépítette az első magyar magfizikai részecskegyorsítót. Ezért a munkáért 1952-ben Kossuth-díjat kapott. A gyorsítót egy 700 kV feszültséget előállító Van de Graaff-generátor működtette. Ezt a gyorsítót 1952-ben Budapestre, a Központi Fizikai Kutatóintézetbe szállították, és feszültségét 1 millió voltra növelték.

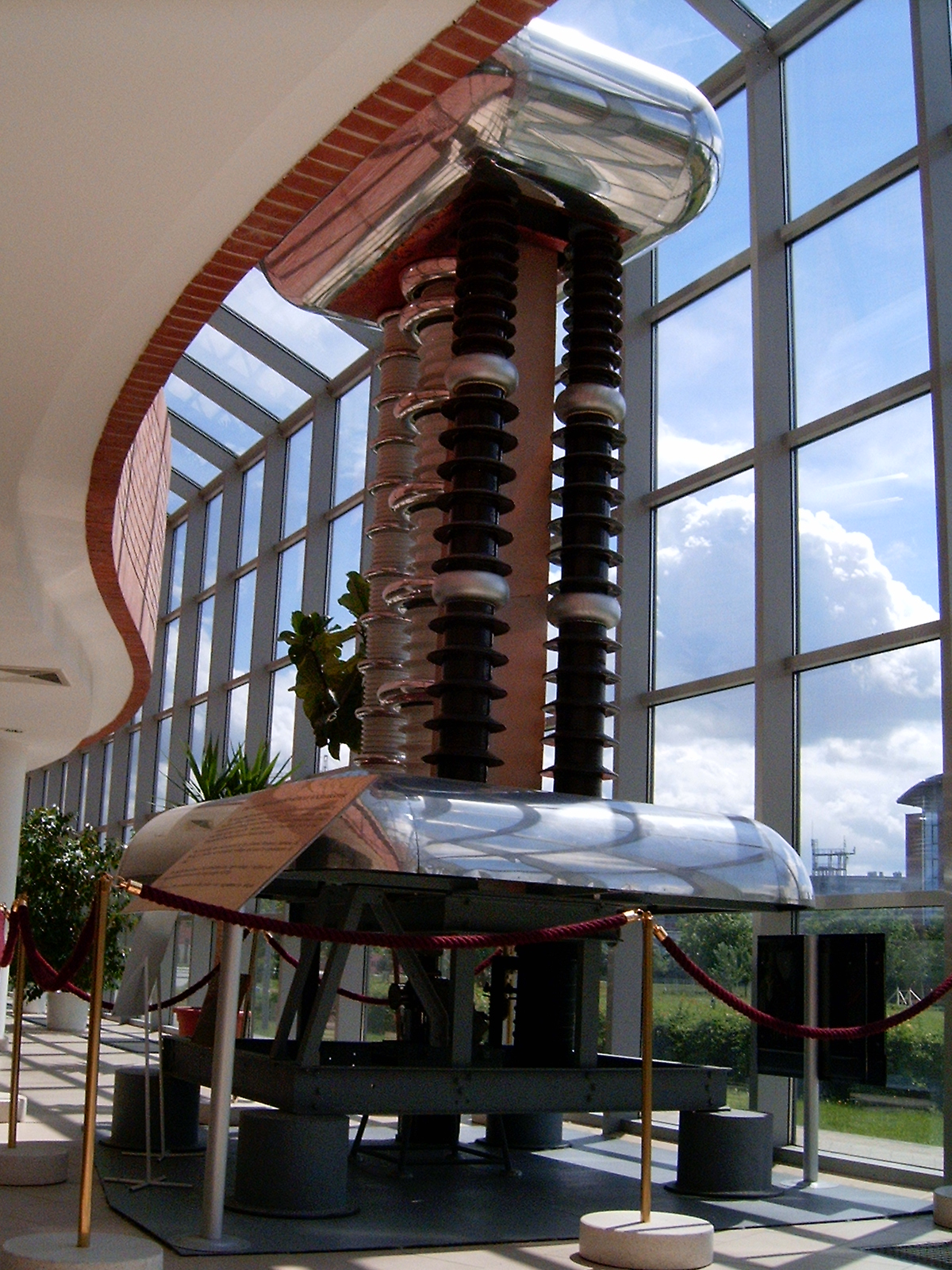
A Van de Graaff gyorsító jelenleg már kiállítási darab

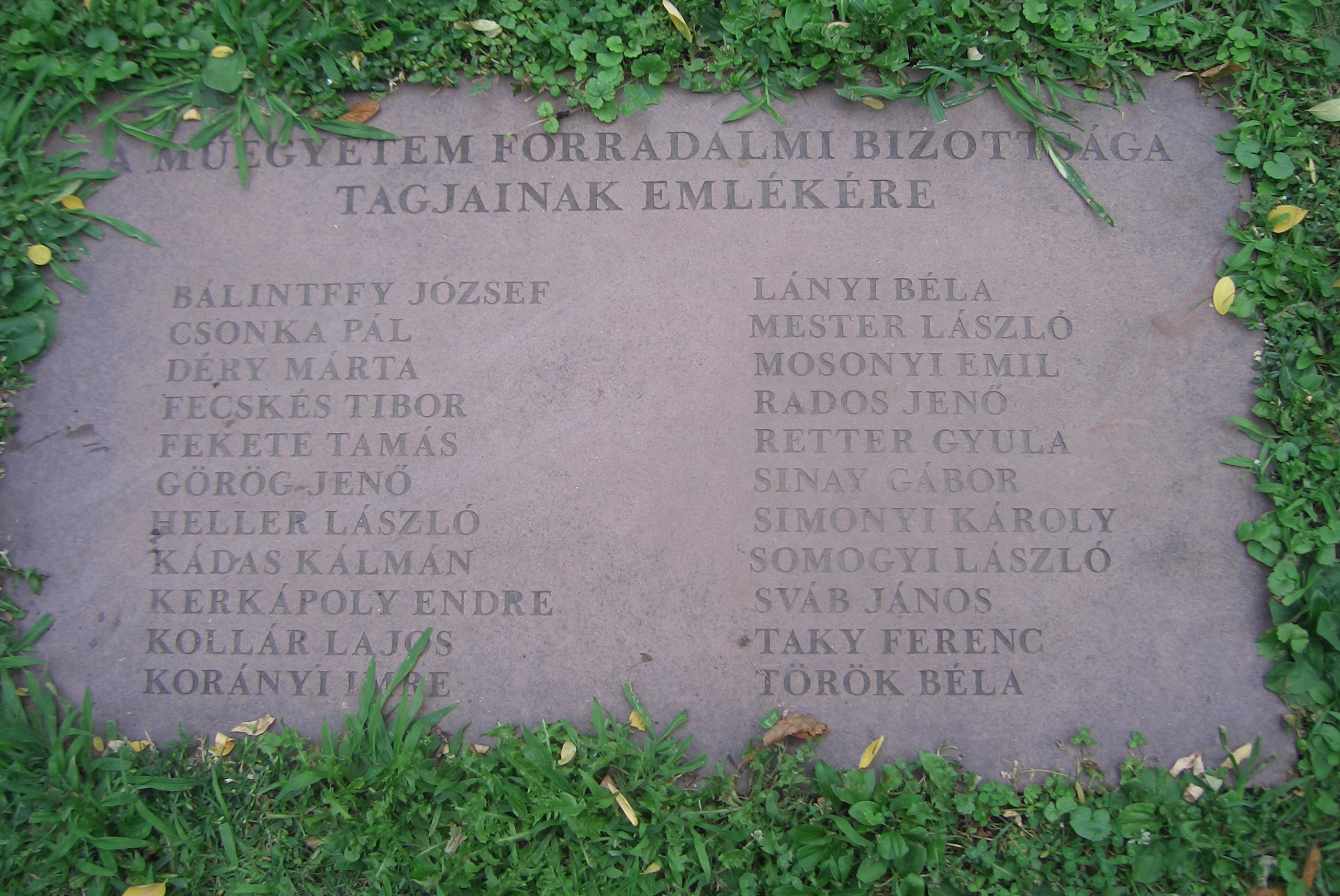
Neve a forradalmi bizottság tagjainak emléktábláján, a Műegyetemen

A gyorsító jelenleg az ELTE Fizikai épületében található a Pázmány Péter sétányon. A mellette található tábla felirata:
A Központi Fizikai Kutatóintézetben 1962-ig dolgozott.
1 millió voltos Van de Graaff-típusú elektrosztatikus részecskegyorsító
Első változata a Soproni Műszaki Egyetem Elektrotechnika Tanszékén épült

700 kV-os feszültségre, protonok gyorsítására
1951 decemberében Simonyi Károly professzor és munkatársai 
azzal a részecskegyorsítóval hoztak létre először Magyarországon 
mesterséges atommag átalakulást.
1952-ben a KFKI Atomfizikai Osztályán átépítették, az elérhető feszültséget 
1 millió voltra növelték, és elektronok gyorsítására alakították át. Elsősorban atomfizikai
 alapkutatásra használták, de kísérleti jelleggel végeztek vele ipari célú 
nagyenergiájú röntgen besugárzásokat is.
2001-ben a Millennium alkalmából helyreállították a KFKI Atomfizikai Osztály
 utódjának tekinthető KFKI Részecske- és Magfizikai Kutatóintézet munkatársai.
1949-ben létrehozott Villamosmérnöki karon 1952-től alapítója és vezetője volt a BME elméleti villamosságtan tanszékének és a KFKI atomfizikai osztályának. A KFKI-ban párhuzamosan folyt a részecskegyorsító építése és az elméleti felkészülés az atomfizikai kutatásokra. Simonyi a fúziós energiatermelés lehetőségeit és korlátait vizsgálta. Később a KFKI egyik igazgatóhelyettese Kovács István igazgató és Jánossy Lajos igazgatóhelyettes mellett. 1956-ban a KFKI ügyvezető igazgatója lett.
1956-ban megválasztották a KFKI forradalmi bizottsága elnökének. A forradalom alatt az intézményben nem történt rendbontás.
A forradalom után megindult ellene a harc. 1957. december 31-én elbúcsúzott a KFKI-tól,  visszatért tanszékére A  hetvenes évek elején az általa alapított BME Elméleti Villamosságtan tanszékének tanszékvezetői posztjáról is távozni kényszerült. Beosztott egyetemi tanárként folytatta a tanítást, az egyetem St. épületének 216-os szobájába került. Ez tette lehetővé egy előadássorozat során körvonalazódó, legismertebb könyvének, A fizika kultúrtörténetének a megírását, amelyért 1985-ben Állami Díjat kapott.
Később az egyetemi felvételi feladatokat kitűző bizottság elnökének kérték fel. 1993-ban a Magyar Tudományos Akadémia soraiba választotta. 1998-ban elnyerte Az év ismeretterjesztő tudósa díjat. 2000-ben Akadémiai Aranyérem kitüntetést kapott.
Mindig szót emelt a természettudományos és a humán kultúra szétválasztása ellen. Ebben a tekintetben barátjához, Németh Lászlóhoz hasonlóan gondolkodott.
Simonyi alapította a Természet Világa Természet–Tudomány diákpályázatának A kultúra egysége különdíját.

## Családja
Felesége, Zsuzsa, francia–spanyol szakos tanárnő. Fiai, Tamás és Károly mérnökök. Károly középiskolás korában került külföldre, később vezető szakemberként, Charles Simonyi néven járult hozzá a Microsoft sikeréhez.

## Díjai, elismerései
- Állami Díj (1985)
- a BME díszdoktora (1991)
- Tudományos Újságírók Kamarája – "Az év tudósa" kitüntetés (1996)
- A Magyar Köztársasági Érdemrend középkeresztje (1997)
- Magyar Örökség díj (1998)
- Akadémiai Aranyérem (2022)

## Könyvei
Könyvei több nyelven megjelentek. Az Elméleti villamosságtan c. tankönyvét német nyelvterületen ma is használják. "A fizika kultúrtörténete" c. művét a magyar Nemzeti Örökség részévé nyilvánították (1998).
- Elméleti villamosságtan (1951, 1967, 1981)
- Villamosságtan (1954, 1957 – két kötetben, 1967)
- Magyar-kínai elektrotechnikai szótár (1962)
- Elektronfizika (1965, 1980)
- Elméleti villamosságtan példatár (társszerző, 1967)
- Physikalische Elektronik (1972)
- A fizika kultúrtörténete; 1978, 1981, 1986, 1998, 2002
- Az információtechnika fizikai alapjai – Elektronfizika (társszerző, 1997)
- A magyarországi fizika kultúrtörténete – XIX. század (2001)
- A fizika kultúrtörténete a kezdetektől a huszadik század végéig; 5. jav., bőv. kiad., Akadémiai, Budapest, 2021

## MTMT publikációs lista
Publikációs listája az MTMT-ben